# SQL Developer
Der SQL Developer ist eine Entwicklungsumgebung (IDE) des Unternehmens Oracle für SQL, PL/SQL sowie ein Verwaltungswerkzeug für Datenbanken. Der SQL-Developer basiert auf Java und benötigt deshalb eine Java-Laufzeitumgebung, ist deshalb aber auch auf mehreren Plattformen lauffähig. Ursprünglich hieß der SQL Developer „Project Raptor“.
Die offizielle Unterstützung erstreckt sich dabei zwar nur auf Oracle-Datenbanken (ab Version 10g) und Microsoft Access, durch die auf Java basierende Architektur lassen sich aber auch JDBC-Treiber anderer Datenbanken wie beispielsweise MySQL einbinden, allerdings stehen dort diverse Oracle-spezifische Funktionen nicht zur Verfügung.

## Funktionen

### SQL
Mit dem SQL Developer können, wie mit jedem SQL-Client, SQL-Abfragen an eine Datenbank gesendet werden.

### Betrachten, Anlegen und Bearbeiten von Datenbankobjekten
Für viele Arten von Datenbankobjekten gibt es in der grafischen Oberfläche Formulare zum einfachen Betrachten und Verändern. So können beispielsweise Sequenzen oder Tabellen-Definitionen ohne Kenntnisse von SQL angelegt, verändert oder gelöscht werden. Daten in Tabellen können in der Oberfläche direkt verändert, gelöscht oder hinzugefügt werden. Wird eine Tabelle aufgerufen, lädt der SQL Developer in seinen Default-Einstellungen nur einen Teil (z. B. 50 Zeilen), um auch bei großen Tabellen zu lange Wartezeiten zu vermeiden. Die in Tabellenform angezeigten Daten können sortiert und gefiltert werden.

### Performance
Mit den Performance-Funktionen der Oracle-Datenbanken kann in der Oberfläche zu einem SQL-Statement sowohl ein Trace als auch ein Ausführungsplan erstellt werden. Mit diesen Informationen ist es Fachleuten möglich, die SQL-Anweisungen zu optimieren bzw. problematische Stellen zu identifizieren.

### Import/Export
Die Software beinhaltet außerdem viele Möglichkeiten zum Export und Import von Daten. Die Struktur von Datenbankobjekten kann in DDL-Statements exportiert werden. Der Inhalt von Tabellen kann beispielsweise in HTML-Seiten, CSV- oder Excel-Dateien gespeichert werden
oder es kann daraus SQL (Insert-Statements) generiert werden. Ein Datenimport ist aus CSV- und Excel-Dateien möglich.

### PL/SQL
Des Weiteren bietet der SQL Developer die Möglichkeit, Funktionen und Prozeduren in der direkt in Oracle-Datenbanken ausführbaren Programmiersprache PL/SQL zu entwickeln. Dafür steht neben einem Editor mit Syntax-Highlighting auch ein Debugger zur Verfügung. Dieser greift auf die Debugging-Optionen der Oracle-Datenbank zu. Ab Version 2.1 können auch Unit-Tests für PL/SQL-Programme erstellt werden.

### Verbindungen
In einem Fenster lassen sich Verbindungen zu verschiedenen Datenbanken verwalten. Es können gleichzeitig Verbindungen zu verschiedenen Datenbanken verwendet werden. Verbindungen werden mit den üblichen Informationen (Benutzer, Passwort usw.) angelegt und gespeichert. Sie stehen von da an auch nach einem Neustart zur Verfügung. Ist eine Verbindung aufgebaut, werden in einer Baumstruktur die Datenbankobjekte der jeweiligen Datenbank nach Art sortiert aufgelistet.

### Migration
Für die Migration von anderen DBMS (Sybase, Microsoft SQL-Server und Access) zu Oracle stehen Funktionen zur Verfügung.

## Verfügbarkeit
Der SQL Developer ist (nach einer Registrierung) frei erhältlich und bietet somit eine Alternative zu kostenpflichtigen SQL-Clients wie TOAD.